# Biron (Luxemburg)
Biron is een dorp in de Belgische provincie Luxemburg. Het ligt in Soy, een deelgemeente van Érezée.

## Geschiedenis
Op het eind van het ancien régime werd Biron een zelfstandige gemeente, maar deze werd in 1812 al opgeheven en samen met de opgeheven gemeente Oppagne bij Wéris gevoegd. In 1823 werd Biron aangehecht bij Soy. Bij de gemeentelijke fusies van 1977 werd Soy een deelgemeente van Erezée.
Deelgemeenten: Amonines · Érezée · Mormont · Soy

Overige dorpen: Awez · Biron · Blier · Briscol · Clerheid · Erpigny · Estiné · Éveux · Fanzel · Fisenne · Hazeilles · Hoursinne · La Forge · Mélines · Oster · Sadzot · Wy

Belgische gemeenten · Arrondissement Marche-en-Famenne · Luxemburg · Wallonië